# Unfair
Pour les articles homonymes, voir Unfair (homonymie).
Autre
Unfair (アンフェア, « Injustice ») est un drama de 11 épisode (+ un spécial) diffusé à la télévision japonaise en 2006. Il sera suivi d'un film en 2007 Unfair: The Movie avec la même distribution.

## Musiques
- Musiques écrites et interprétées par Sumitomo Norihito
- Thème de fin : Faith par Yuna Ito

## Personnages
- Ryoko Shinohara : Yukihira Natsumi
- Eita : Ando Kazuyuki
- Tae Kimura : Makimura Kiyoko
- Kato Masaya : Mikami Kaoru
- Terajima Susumu : Yamaji Tetsuo
- Kagawa Teruyuki : Sato Kazuo
- Mukaichi Mion : Sato Mio
- Abe Sadao : Kokubo Yuji
- Mari Hamada : Renmi Anna
- Hidetoshi Nishijima : Sezaki Ichiro
- Kobayashi Mao
- Shiga Kotaro
- Otaka Hiroo
- Arisaka Kurume

## Résumé
Qu'est-ce que la 'Justice' lorsque l'on est une jeune policière divorcée, avec un enfant ?
Yukihira Natsumi est une femme qui n'a pas de chance. Pour retrouver le meurtrier de son père, et poussée par un puissant (et très personnel) sens de la justice, elle rentre dans la police où elle est une femme flic d'excellent niveau mais à la réputation désastreuse à la suite d'une affaire dans laquelle elle a froidement abattu un criminel de 17 ans à peine. À la suite de cette affaire, son mari, un éditeur renommé, la quitte en emmenant avec lui leur fille, Mio, qui ne parle plus depuis qu'elle est devenue « la fille de la meurtrière » et qui déteste sa mère.